# Margamulya (Kelumbayan Barat)
Margamulya is een bestuurslaag in het regentschap Tanggamus van de provincie Lampung, Indonesië. Margamulya telt 1038 inwoners (volkstelling 2010).